# Vrgada (naselje)
Koordinati:   43°51′25″N, 15°30′12″E
Vrgada je manjše naselje na otoku Vrgada (Hrvaška).

## Geografija
Vrgada je edino naselje na istoimenskem otoku. Naselje, ki ga obkrožajo borovi gozdički in peščene plaže, se razteza okoli do 100 metrov širokega zaliva Luka na severovzhodni obali otoka.
Ob manjšem pristanu, ki je zaščiten z okoli 50 metrov dolgim valobranom,
na koncu katerega stoji svetilnik, je možno pristajati z manjšimi plovili. Globina morja pri valobranu je do 2,5 metra. Za valobranom na obeh straneh zaliva leži še sedem manjših pomolov, pri katerih je globina morja manjša kot pri valobranu. Pristan je odprt severozahodnim vetrovom.
Iz pomorske karte je razvidno, da svetilnik oddaja svetlobni signal: R Bl(2) 5s. Nazivni domet svetilnika je 3 milje.

## Prebivalstvo
V naselju stalno živi 249 prebivalcev.

## Gospodarstvo
Glavna gospodarska dejavnost prebivalcev sta kmetijstvo in ribolov.

## Zgodovina
Kraj se pod imenom Lumbrikaton v starih zapisih prvič omenja v 10. stoletju. Nad pokopališčem so ruševine obzidja s kvadratnimi stolpi, verjetno ostanki tako antične kot srednjeveške utrdbe.
1. ↑  »Državni zavod za statistiku Republike Hrvatske«. www.dzs.hr. Arhivirano iz prvotnega spletišča dne 4. marca 2016. Pridobljeno 18. avgusta 2021.